# Rijksbeschermd gezicht 's-Hertogenbosch - De Muntel
Gezicht 's-Hertogenbosch - De Muntel is een van rijkswege beschermd stadsgezicht in 's-Hertogenbosch in de Nederlandse provincie Noord-Brabant. De procedure voor aanwijzing werd gestart op 10 september 2004. Het gebied werd op 15 februari 2008 definitief aangewezen. Het beschermd gezicht beslaat een oppervlakte van 22,9 hectare.
De wijk De Muntel werd in 1917 gebouwd en ligt ten noorden buiten de oude stadsmuren van de Binnenstad (beschermde gebied gezicht 's-Hertogenbosch).
Panden die binnen een beschermd gezicht vallen krijgen niet automatisch de status van beschermd monument. Wel zal de gemeente het bestemmingsplan aanpassen om nieuwe ontwikkelingen in het gebied te reguleren. De gezichtsbescherming richt zich op de stedenbouwkundige en cultuurhistorische waardering van een gebied en wil het toekomstig functioneren daarvan veiligstellen.